# Mackenzie Davis
Mackenzie Rio Davis, född 1 april 1987 i Vancouver i British Columbia, är en kanadensisk skådespelerska, producent och fotomodell. Hon gjorde sin allra första filmdebut i dramafilmen Smashed, som hade biopremiär år 2012. Hon har sedan dess bland annat medverkat i andra filmer som What If (även känd som The F Word), The Martian, Blade Runner 2049 och Happiest Season. Davis har även blivit nominerad till en Canadian Screen Award för bästa kvinnliga biroll, detta för sin insats i What If.

## Filmografi (i urval)

### Filmer
- 2012 – Smashed
- 2013 – What If (även känd som The F Word)
- 2014 – The Awkward Moment
- 2015 – Freaks of Nature
- 2015 – The Martian
- 2017 – Blade Runner 2049
- 2018 – Tully
- 2019 – Terminator: Dark Fate
- 2020 – The Turning
- 2020 – Happiest Season
- 2024 – Speak No Evil

### TV-serier
- 2014–2017 – Halt and Catch Fire (TV-serie)
- 2016 – Black Mirror (TV-serie)
- 2021–2022 – Station Eleven (TV-serie)
- 2022 – Love, Death & Robots (TV-serie) (röstroll)